# 戸谷誠之
戸谷 誠之（とたに まさゆき）は、日本の医学者、小児科医。医学博士。昭和女子大学大学院生活機構学教授。東京都生まれ。

## 学歴
- 1969年 名古屋市立大学医学部医学科卒
- 1972年 名古屋大学院医学研究科博士課程修了

## 職歴
- 1972年-1973年 名古屋市立大学医学部助手
- 1973年-1983年 国立小児病院医師
- 1983年-1990年 京都大学医学部臨床検査医学講座講師
- 1990年-2001年 国立健康・栄養研究所母子健康栄養部部長
- 2001年-  昭和女子大学大学院生活機構学教授